# Метрополитанос (футбольный клуб)
Метрополита́нос (исп. Metropolitanos Fútbol Club) — венесуэльский футбольный клуб из Каракаса.

## История
Клуб был основан 3 августа 2012 года в результате реорганизации испытывающего финансовые проблемы клуба «Лара» из города Баркисимето. «Метрополитанос» занял его место в сезоне 2012/13 во Втором дивизионе, достигнув в итоге четвёртого места в турнире. Клуб в первый сезон своего существования именовался «Депортиво Метрополитано». В сезоне 2013/14 команда добилась выхода в Примеру Венесуэлы, заняв итоговое второе место во Втором дивизионе.
В 2014—2015 годах клуб играл в Примере, главной лиге в венесуэльской футбольной системе. В 2016 году выиграл Второй дивизион и вернулся в элиту. По итогам 2018 года занял последнее место в Примере и вылетел обратно во Второй дивизион.
Домашние матчи проводит в Каракасе, на стадионе «Брихидо Ириарте», вмещающем около 10 тыс. зрителей.
Клуб активно сотрудничает со столичным университетом Санта-Мария, имея свои собственные спортивные объекты на его территории, открытые 1 ноября 2013 года.

## Титулы
- Чемпион Венесуэлы (1): 2022
- Чемпион Второго дивизиона Венесуэлы (1): 2016